# Schloßberg 13 (Quedlinburg)

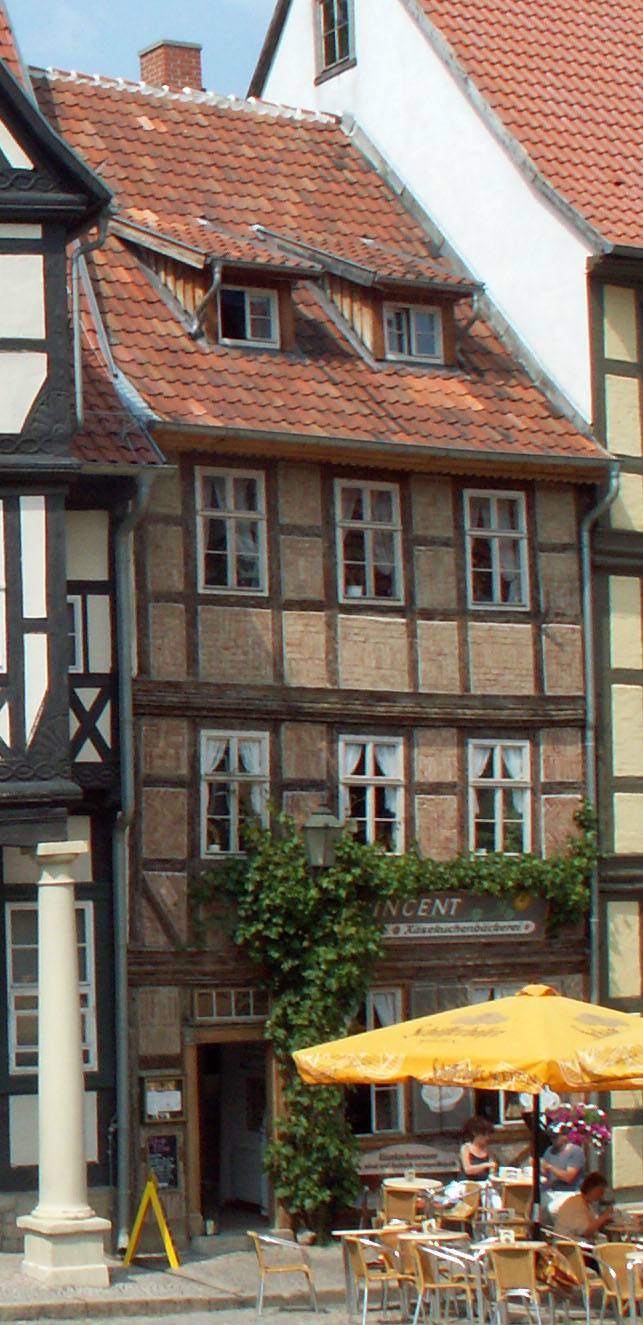
Schloßberg 13

Das Haus Schloßberg 13  ist ein denkmalgeschütztes Gebäude in der Stadt Quedlinburg in Sachsen-Anhalt.

## Lage

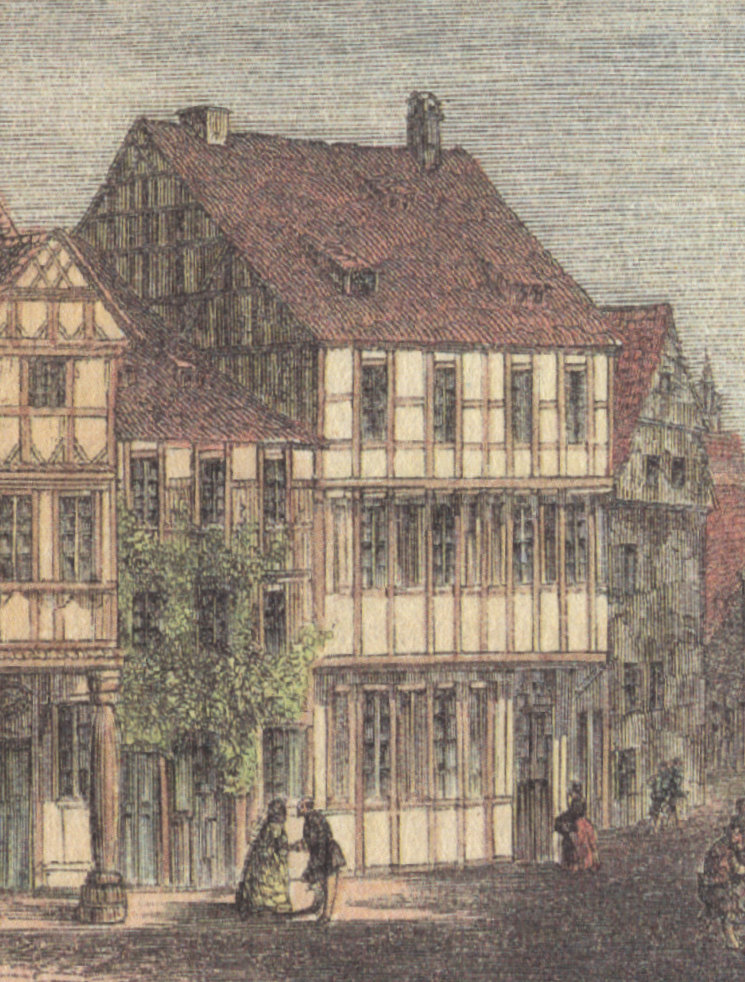
Häuser Schloßberg 13 und 14 auf einer Zeichnung aus der Zeit um 1840

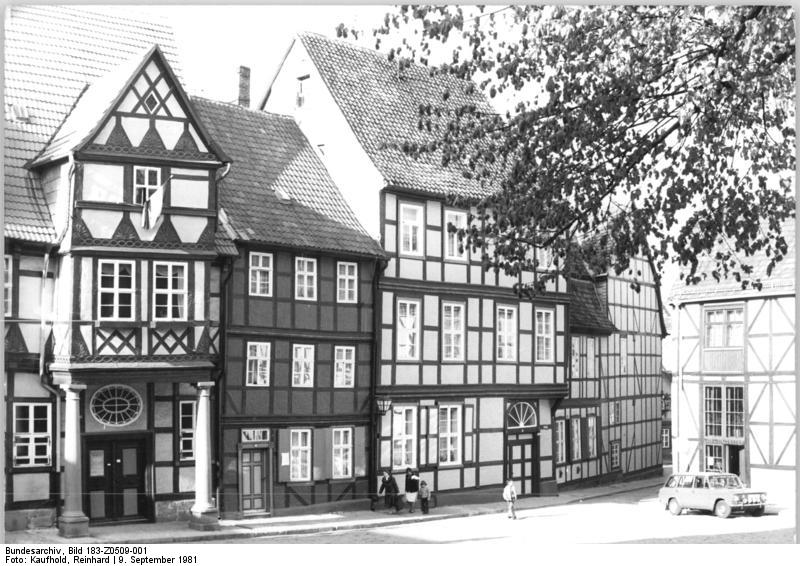
Fachwerkensemble mit Schloßberg 13 im Jahr 1981

Es befindet sich am Schlossberg, südlich der Quedlinburger Altstadt und gehört zum UNESCO-Weltkulturerbe. Eine besondere städtebauliche Bedeutung des Hauses ergibt sich, da das Haus als Teil eines geschlossenen Fachwerkensembles erhalten ist. Unmittelbar westlich grenzt das Klopstockhaus, östlich das gleichfalls denkmalgeschützte Haus Schloßberg 14 an. Das Haus wird heute gastronomisch durch die Käsekuchenbäckerei Vincent genutzt. Im Quedlinburger Denkmalverzeichnis ist es als Wohnhaus eingetragen.

## Architektur und Geschichte
Das dreistöckige Fachwerkhaus entstand etwa um 1740 und gehört zu den barocken Zeugnissen der Quedlinburger Fachwerkarchitektur. Die Schwellen des Fachwerks weisen eine starke Profilierung auf. Die Gefache sind mit Ziegeln ausgemauert und überstrichen.
1999 erfolgte eine Sanierung des Hauses durch das Architekturbüro qbatur. Die Fläche des geschäftlich genutzten Bereichs des Hauses umfasst 100 m², die Wohnfläche 90 m².